# Poverty Point
Poverty Point ist ein archäologischer Fundort im Nordosten des US-Bundesstaats Louisiana nahe der Ortschaft Epps im West Carroll Parish: Auf einem etwa 160 ha großen Gelände befinden sich in Größe und Komplexität einzigartige Erdwerke einer präkolumbischen Indianerkultur. Sie werden auf die Zeit zwischen 18. und 10. Jahrhundert v. Chr. datiert und stammen damit vom Ende der Archaischen Periode.
Die auffälligsten Erdwerke sind sechs Erdwälle in Form halber konzentrischer Ringe, die mit ihren Enden an den Hangabbruch zu einem Altarm in der Talebene des Mississippi River stoßen. Zur Anlage gehören auch mindestens sechs als Mounds bezeichnete künstliche Hügel innerhalb und außerhalb der Halbringe.
Die Erbauer gehörten zu einer Jäger-, Sammler- und Fischer-Kultur, in der bereits einfache Keramiken hergestellt wurden. Das Material für ihre steinernen Werkzeuge bezogen sie aus weit, zum Teil über 2000 km entfernten Gegenden. Poverty Point ist das namensgebende Zentrum der Poverty Point Culture, einer archäologischen Kultur, die in Teilen des heutigen Louisiana und in angrenzenden Gebieten in Mississippi und Arkansas belegt ist und bis nach Florida ausstrahlte.
Am Ort der Anlage Poverty Point wurden schon im späten 19. und frühen 20. Jahrhundert  prähistorische Artefakte gefunden. Die Struktur als Anlage wurde aber erst in den 1950er Jahren auf Luftbildern erkannt. Seitdem finden fast durchgehend Ausgrabungen statt. Die Anlage ist als State Historic Site ausgewiesen und wird vom Louisiana Department of Culture, Recreation and Tourism verwaltet. Seit 1962 ist der Fundort von der Bundesregierung als National Historic Landmark anerkannt. 2014 wurde Poverty Point als Weltkulturerbe der UNESCO geschützt. Der Antrag des US-Innenministeriums wurde damit begründet, Poverty Point sei ein herausragendes Bauwerk einer Jäger- und Sammler-Kultur, die größte Siedlung im Nordamerika seiner Zeit und möglicherweise „die größte Siedlung von Jägern und Sammlern aller Zeiten“.
Der Name Poverty Point stammt von einer gleichnamigen Plantage aus dem 19. Jahrhundert, auf deren Grund die Erdbauten gefunden wurden.

## Die Anlage

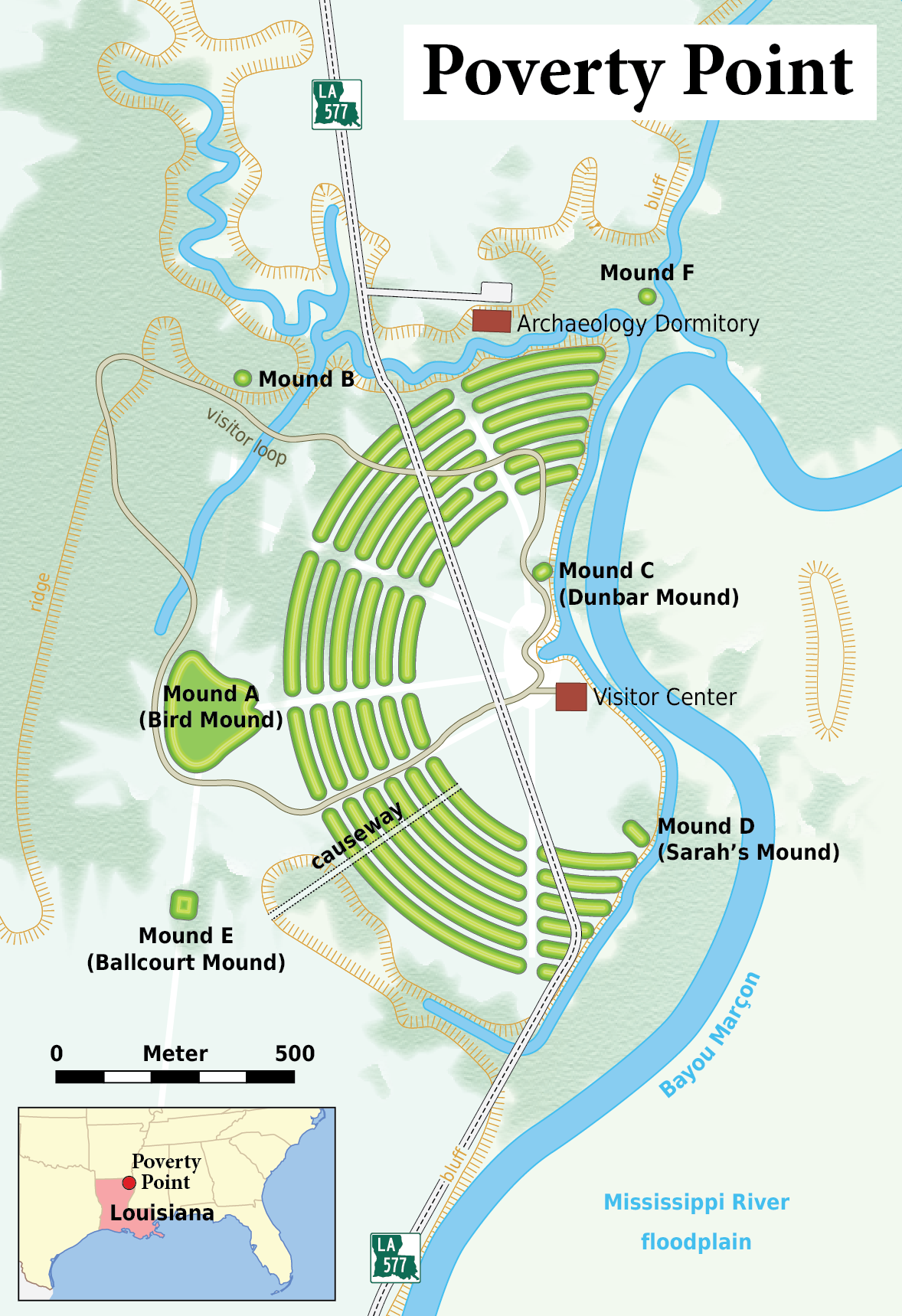
Plan der Anlage heute. Motley Mound liegt noch nördlich des gezeigten Ausschnitts.

Poverty Point liegt auf der Flussterrasse Marçon Ridge am Hangabbruch zum sie östlich begrenzenden Fluss Bayou Marçon. Westliche Begrenzung dieser bei Poverty Point rund 15 km breiten  und in Nord-Süd-Richtung etwa 200 km langen Terrasse ist der Boeuf River. Beides sind Altarme des Mississippi, der heute etwa 25 km östlich von Poverty Point fließt. Die Terrasse liegt knapp 30 m über dem Meer und etwa 10 bis 12 m über dem umgebenden Schwemmland, war also schon in prähistorischer Zeit dauerhaft vor Überflutung geschützt. Während sie im Osten mit einem Hangabbruch direkt an den Bayou Marçon grenzt, geht sie auf der Westseite flach in das umgebende Sumpfland über. Das Erdreich der Terrasse besteht in der Tiefe aus Lehm und Schwemmmaterial. An der Oberfläche befindet sich eine mehrere Meter dicke Löss-Schicht.

### Die Wälle

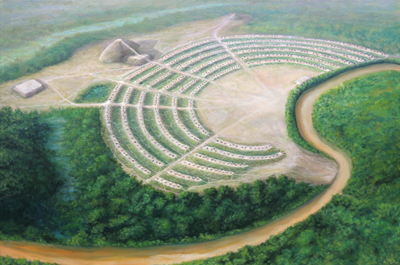
Die Wälle des Poverty Point

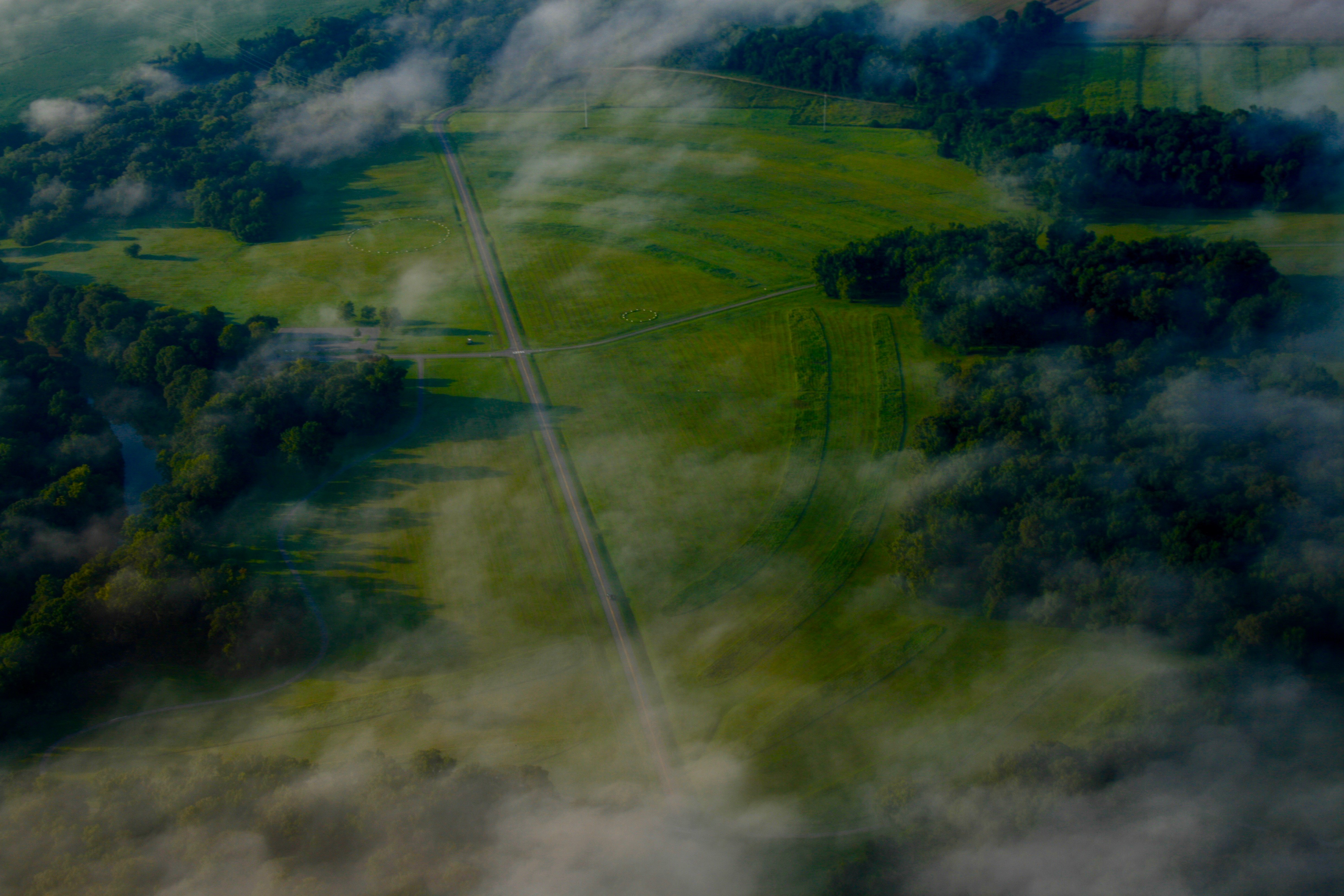
Luftaufnahme des Geländes, 2016

Die sechs Wälle in Form konzentrischer Halbringe umschließen zusammen mit der Hangkante, an die sie stoßen, einen geschlossenen Innenraum. Sie waren vermutlich rund 1,6 bis 2 m hoch (heutige Höhe etwas über 1 m) und hatten linsenförmigen Querschnitt. Der Radius des äußeren Walls ist etwa 600 m.  Der radiale Abstand zwischen den Kämmen der äußeren Wälle beträgt zwischen 45 und 55 m und zwischen denen der beiden inneren Wälle etwa 80 m.
In den Wällen befinden sich auf für alle gleichen Radial-Strahlen etwa 30 m breite Lücken, die sie in je sechs Segmente unterteilen.
Im Südwesten führt ein radial annähernd zum südlichsten äußeren Hügel ausgerichteter Schüttdamm über die Wälle und über eine außerhalb befindliche natürliche Mulde.
Alle Erdbauten bestehen überwiegend aus dem Erdreich der Umgebung, das Material für die Wälle wurde teilweise direkt zwischen ihnen entnommen, so dass sich dort flache Gräben bildeten. Die klumpige Struktur lässt heute noch erkennen, dass das Material in Körben transportiert wurde. Aus der unterschiedlichen Größe der Klumpen zwischen wenigen Kilogramm bis über 25 kg wird abgeleitet, dass Männer, Frauen und Kinder gemeinsam an der Anlage bauten.

### Die Mounds

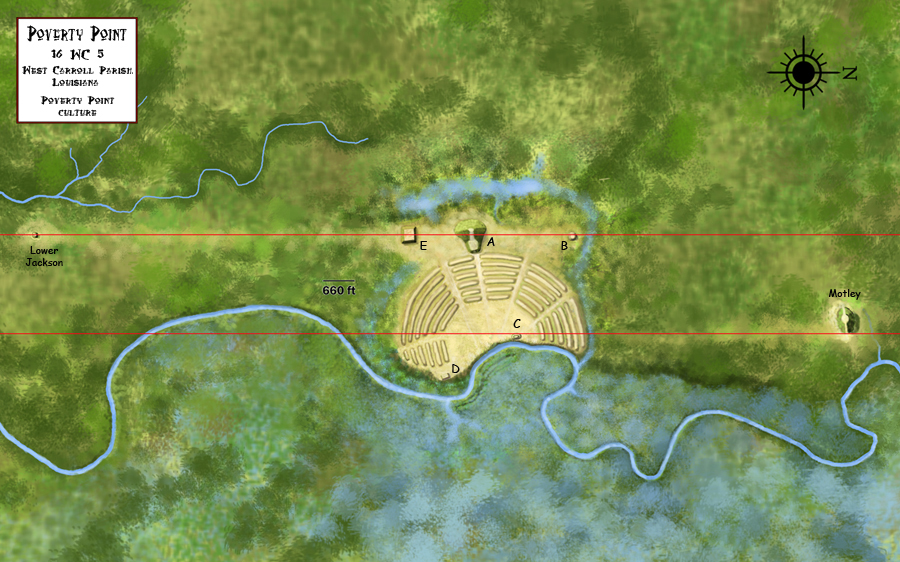
Die Hügel des Poverty Point

Um die Wälle gruppieren sich mindestens sechs als Mounds bezeichnete künstliche Hügel, von denen zwei innerhalb und vier außerhalb der Wälle liegen. Ein weiterer Hügel knapp 2 km südlich ist heute als wesentlich älter erkannt und stand wohl in keinem direkten Zusammenhang, könnte aber als Landmarke für die Ausrichtung der Anlage gedient haben. Der größte Mound (Mound A) liegt im Westen außerhalb der Wälle, nahezu in Flucht mit der mittleren Unterbrechung. Er besteht aus einer halbhohen vorgelagerten Plattform im Osten, aus der nach Westen eine Rampe auf einen Kegel aufsteigt, die an der Spitze eine kleine Plattform erreicht. Die Gesamtform wurde von frühen Ausgräbern als Vogel mit dem Kopf an der Spitze, der Rampe als Rücken, der Plattform als Schwanz und dem Kegel als ausgebreitete Flügel angesehen, so dass Mound A auch als Bird Mound bezeichnet wird. Die Interpretation gilt heute als rein spekulativ. Der nächstkleinere ist Motley Mound, mehr als 1 km entfernt im Norden. Er könnte ebenfalls in der Form von Mound A angelegt worden sein, ist aber schlecht erhalten oder wurde nie fertiggestellt. Die beiden Mounds im Inneren der Wälle waren grob oval, Sarah’s Mound (Mound D) ist linsenförmig, während Dunbar Mound (Mound C) zu einer umlaufenden Plattform aufsteigt, in deren Mitte sich eine Kuppe erhebt. Mound B, außerhalb im Nordwesten, war rund, Ballcourt Mound (Mound E), außerhalb im Südwesten, hatte eine rechteckige Grundform und war oben abgeflacht. Erst 2014 wurde im Nordosten ein weiterer, kleiner runder Mound entdeckt und Mound F genannt.  Die Hügel maßen ursprünglich etwa 20 m Höhe für den größten Mound A, vermutlich 15 m für Motley Mound, 7 m für Mound B und gut mannshoch für die Mounds C bis E. Mound F erreichte höchstens 1,5 m.
Die drei äußeren Mounds nahe den Wällen sind nahezu exakt auf einer Nord-Süd-Achse angeordnet. Motley Mound liegt genau nördlich von Dunbar Mound. Bei früheren Vermessungen ging man davon aus, dass sie jeweils eine perfekte Flucht bilden und diskutierte über die verwendete Vermessungstechnik. Inzwischen wurden die Annahmen über die Symmetrie und Exaktheit der Anlage und den Stand der Vermessungstechnik ihrer Erbauer relativiert.

### Die Plaza

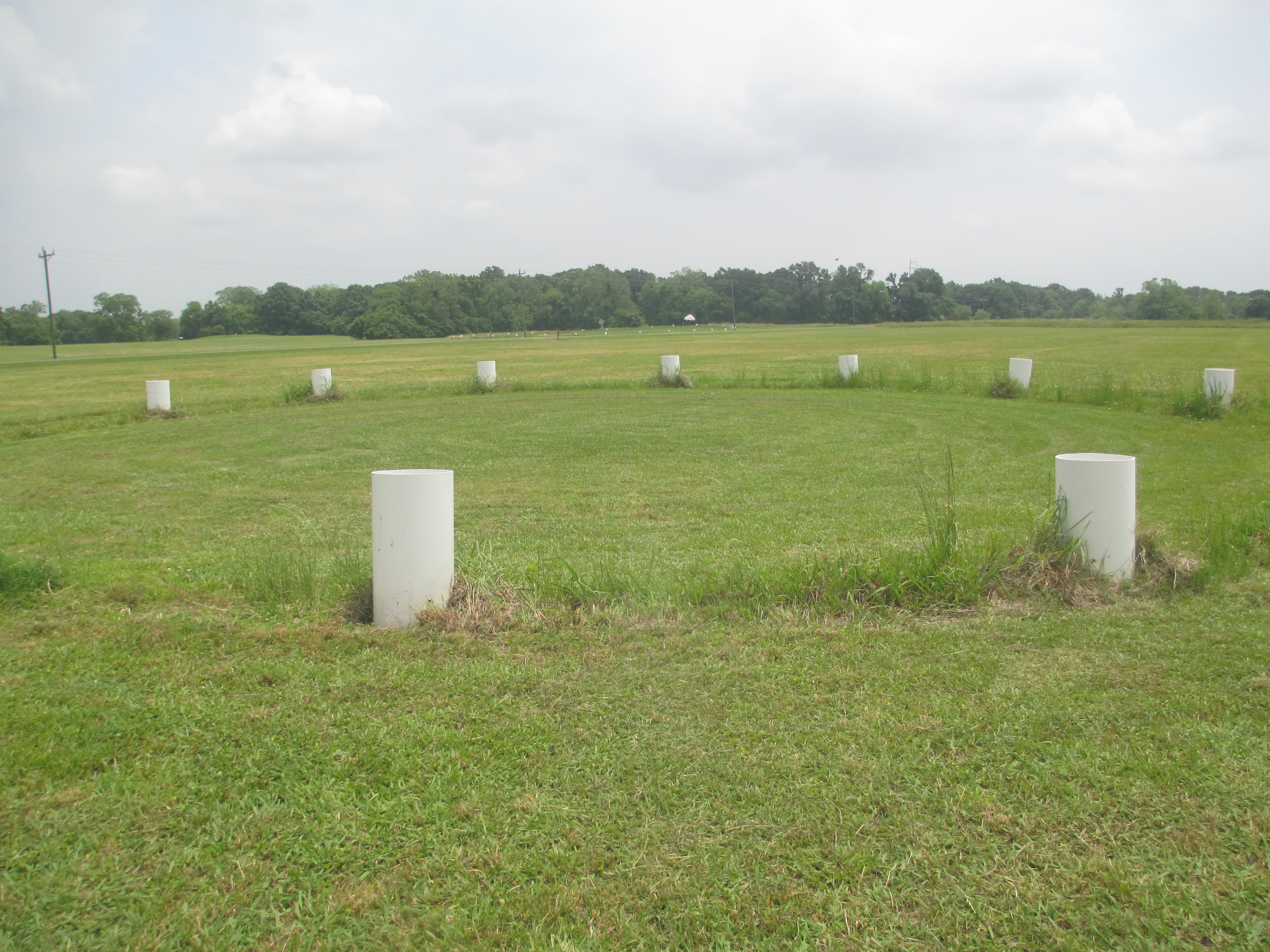
Markierung ringförmiger Strukturen auf der Plaza

Die als Plaza bezeichnete Innenfläche der Wallanlage ist in Nord-Süd-Richtung etwa 600 m lang und hat eine Fläche von 14 ha. Die natürlichen Unebenheiten der Fläche wurden durch Aufschüttungen ausgeglichen, eine von ihr ausgehende, flach und gleichmäßig abfallende Rampe gilt als Zugang zum Wasser.
Bereits früh wurde angenommen, dass auf der Plaza nur besondere Aktivitäten stattfanden, weil dort bei Untersuchungen und oberflächlichen Grabungen keinerlei Artefakte gefunden wurden. Alltäglicher Gebrauch führt immer zum Verlust von Gegenständen und Hinterlassenschaften von abgenutztem Material. Erst mit geomagnetischen Untersuchungen mittels hochempfindlicher Gradiometrie nach dem Jahr 2000 konnten tiefer liegende Strukturen im Boden der Plaza gefunden werden.
Es handelt sich um vier runde Anordnungen von Pfostenlöchern, die im Rahmen von Lehrgrabungen ab 2009 näher untersucht wurden. Erste Ergebnisse zeigen, dass die Löcher nicht dem bisher von den Wällen bekannten Typ entsprechen, sie sind ungewöhnlich groß und mit fast drei Metern auch auffallend tief. Außerdem wurden bei den Grabungen auf der Plaza große Mengen Artefakte ohne Gebrauchsspuren gefunden.

### Datierung
Zwischen den 50er Jahren des 20. und Anfang des 21. Jahrhunderts wurden viele Radiokohlenstoffdatierungen an Proben aus Wällen und Mounds durchgeführt. Die Ergebnisse variieren erheblich, so dass eine Datierung der Anlage schwierig ist. In den Anfängen der Radiokohlenstoff-Datierung wurden noch zu wenige Proben genommen und diese nicht ausreichend gegen Verunreinigung geschützt. Für die Mounds wurden in den Jahren 2001 bis 2006 neue 14C-Datierungen erhoben. Durch Ausschluss von Proben, die kalibriert mehr als 100 Jahre aus dem sonstigen Konfidenzintervall herausfallen, wurde daraus 2006 eine grobe Datierung auf die Zeit vom 18. bis zum 10. Jahrhundert v. Chr. vorgenommen.
Mound B wurde als erster Mound Radiokohlenstoff-datiert, diese Daten wurden allerdings schon früh und mit unzuverlässigen Methoden ermittelt, gemeinsam und unmittelbar benachbart erhobene Proben weichen um über 1800 Jahre voneinander ab und sind grob fehlerhaft. Jüngere Untersuchungen aus dem Jahr 2001 erlauben die Annahme, dass Mound B im Norden das älteste Bauwerk der Anlage ist und innerhalb einer sehr kurzen Bauzeit von Wochen oder wenigen Monaten zu einem unbekannten Zeitpunkt zwischen 1738 und 1522 v. Chr. errichtet wurde. Mound E im Süden wurde fast gleichzeitig oder kurz darauf aufgebaut. Mound C ist schwierig zu datieren, weil der Bauplatz zwischen dem Abtragen der obersten Bodenschicht zum Herstellen einer ebenen Fläche und dem Beginn der Aufschüttungen als Wohnplatz verwendet wurde. Er folgte aber vermutlich nach den beiden erstgenannten Mounds. Für Mound A, den größten der künstlichen Hügel, liegen seit 2007 gute Daten vor. Die Konfidenzintervalle weisen darauf hin, dass er wohl erst nach Abschluss von Mound C begonnen wurde. Neuere Auswertungen datieren den Bau zwischen 1311 v. Chr. und 1217 v. Chr. und nehmen eine sehr kurze Bauzeit von 30 bis 90 Tagen an. Mound D ist der jüngste Teil der Anlage, er wurde am Ende der archaischen Periode und vielleicht erst in der Woodland-Periode erbaut, weil Woodland-Artefakte in den obersten Schichten des Mounds eingelagert gefunden wurden. Das deutet darauf hin, dass dort möglicherweise ursprünglich kein Mound angelegt worden war, sondern er erst nachträglich auf und an die Ringstruktur an der Hangkante aufgeschüttet wurde.
Die Datierung der Wälle ist aufgrund der Probennahme nach heute überholten Methoden unzuverlässig. Neuere systematische Daten liegen hier bisher nicht vor. Sie wurden wohl im 18. oder 17. Jahrhundert v. Chr. begonnen, wobei die Daten so über die Wälle verteilt sind, dass die Fehlermarge keine Aussagen über die Reihenfolge der Bauten erlaubt.

### Gesamtbild
Die sechs Wälle (je sechs Segmente) und sechs Mounds gelten als Modell der Welt. Sechs ist die Zahl der Richtungen, also der vier Richtungen der Sonne, dazu das Oben des Himmels und das Unten der Erde. Die Halbkreise sind mit ihrer Öffnung zum Sonnenaufgang im Osten ausgerichtet. Die gesamte Anlage strahlt Harmonie aus. Ihre Aufgabe sei gewesen diese zwischen ihren Erbauern und allen Menschen und den Kräften der Natur herzustellen und zu besiegeln. Die Symmetrie sollte Gefahren abweisen. Die Erdwerke sollten die Kräfte von Leben und Tod beeinflussen. Die „harmonischen Proportionen“ der Gesamtanlage, ihre Ausrichtung zur Sonne und die Ringform, die „den Umlauf der Sonne am Tag und im Jahreskreis“ aufnimmt, versprachen „Schutz vor Tod, Leid, Krankheit und anderen Übeln“. Außerdem schufen sie, folgt man Jon Gibson, Heimat; die Zusammenarbeit bei der Herstellung trug seiner Meinung nach zur Gemeinschaftsbildung bei.
Das Gesamtvolumen der Bauten betrug zwischen 650.000 und über 750.000 m³ Erdreich oder nach jüngeren Schätzungen 750.000–1.000.000 m³. Dies entspricht etwa einem Viertel bis einem Drittel des Volumens der Cheops-Pyramide. Gemessen an menschlicher Arbeitskraft hätten 100 in Vollzeit arbeitende Männer die Anlage in 21–24 Jahren errichten können. Andere, auf längeren Bauzeiten und/oder Teilzeit beruhenden Berechnungen ergeben:

500 Männer einer Generation (in ein bis zwei Monaten pro Jahr)

100 Männer von drei Generationen (in sechs oder sieben Tagen pro Monat)

100 Männer in 300 Jahren (wenige Tage pro Monat)

Diese Zahlen bestätigen lediglich die Aussage, dass die Anlage in der Zeit der Poverty Point Culture in realistischen Zeiträumen errichtet werden konnte. Es ist jedoch nicht möglich zu sagen, ob über den ganzen Zeitraum daran gearbeitet wurde oder vielleicht nur eine Generation die Hauptleistung getragen hat. Die jüngeren Hinweise auf kurze Bauzeiten einzelner Mounds lassen annehmen, dass jeweils für kurze Bauphasen von einem oder wenigen Monaten Menschen aus einem weiten Umfeld zusammenkamen, um gemeinsam das Erdwerk zu errichten.
Im Baumaterial vorwiegend der Wälle und in kleinerem Umfang auch in die Mounds sind hunderttausende Artefakte eingelagert. Dabei handelt es sich überwiegend um Überreste der Zubereitung von Nahrungsmitteln und  der Werkzeugherstellung, um aufgegebene und abgenutzte steinerne Werkzeuge sowie Scherben keramischer Gefäße. Es wurden aber auch einige wenige Schmuckgegenstände gefunden, vorwiegend steinerne Perlen und vereinzelt Anhänger aus Kupfer. Daher wird angenommen, dass die Bewohner in Hütten oder Zeltkonstruktionen in Nähe der Wälle und Mounds lebten und arbeiteten, obwohl keine eindeutigen Nachweise von Pfostenlöchern gefunden werden konnten.

## Tradition und Vorläufer
Die Marçon Ridge wurde vor rund 11.000 Jahren von Paläo-Indianern besiedelt. Die frühesten Funde im Gebiet zählen zur Clovis-Kultur und bestehen aus Projektilspitzen und Faustkeilen. Während die Angehörigen der Clovis-Kultur im gesamten Verbreitungsgebiet in kleinen Verbänden als Jäger und Sammler je nach Saison den Nahrungsquellen folgend durch große Gebiete streiften, war die Marçon Ridge ein so attraktiver Lebensraum, dass sie ganzjährig bewohnt wurde. Der Rücken im Sumpfland war locker mit Baumarten bewaldet, die Eicheln, Pekannüsse und andere Früchte trugen. Die Wälder waren reich an jagbarem Wild, das zur Flutsaison aus der ganzen Region auf dem Rücken konzentriert war. Allerdings fehlten auf dem Rücken aus Sedimenten und Löss jegliche Steine. Die Clovis-Kultur bezog das Material für ihre Werkzeuge aus rund 800 km entfernten Steinbrüchen auf dem Edwards Plateau in Texas, wo Hornstein in guter Qualität vorkam, der bereits dieser ersten flächendeckenden amerikanischen Kultur bekannt war. Ebenfalls bekannte Fundstellen für qualitativ gleichwertigen Feuerstein bei Fort Payne in Alabama waren zwar nur rund 400 km entfernt, lagen aber auf dem anderen Ufer des Mississippi. Dessen Unterlauf war kurz nach dem Ende der letzten Eiszeit (in Nordamerika als Wisconsin Glaciation bezeichnet) durch den über viele Jahrhunderte langsam abschmelzenden Laurentidischen Eisschild ganzjährig so angeschwollen, dass er höchstens in harten Wintern passierbar war, wenn er vollständig zugefroren war.
Die Dalton- und die San-Patrice-Kultur am Beginn der Archaischen Periode bis etwa 5500 v. Chr. unterschieden sich im Stil der Steinwerkzeuge und es wurden neue Quellen für verschiedene Werkzeugsteine erschlossen. Die Bevölkerungszunahme führte dazu, dass sich Gruppen bildeten, die bestimmte Gebiete besiedelten, so dass es „die größte Veränderung war, Nachbarn zu haben.“ Die Menschen wachten über die Grenzen ihrer Territorien. Die Beschaffung von Stein für Werkzeuge wurde für die Bewohner der Marçon Ridge zunehmend schwieriger, so dass sie auf Hornstein-Kies auswichen, der nur rund 50 bis 80 km westlich zwischen dem Ouachita und dem Red River gefunden wurde. Die Steine waren zwar kleiner, ließen sich aber genauso bearbeiten.
In der Archaischen Periode, um 5500 v. Chr., trat eine Klimaveränderung ein. Für mehrere Jahrtausende wurde der Südosten Nordamerikas trockener. Wälder gingen etwas zurück, Wiesen breiteten sich aus, die Strömung des Mississippi verringerte sich, so dass er mehr Sedimente ablagerte, wodurch die Flusssohle und in der Folge der Wasserspiegel stiegen und sich das Bett häufiger umlagerte. Die Bewohner der Marçon Ridge entwickelten neue Techniken zur effizienteren Nutzung von Baumfrüchten und Ölsamen und der Fischfang nahm an Bedeutung zu. Die Bevölkerungsdichte stieg weiter an und die Menschen bauten einen bescheidenen Austausch von Gütern auf. Arkansasstein aus den 200 km entfernten Ouachita Mountains und Quarz wurden in kleinem Rahmen herbeigeschafft. Die Mengen waren so gering, dass es sich um persönliche Geschenke oder Brautpreise handeln kann.
Im Norden des Südostens, am Ohio River und seinen Nebenflüssen wie dem Green River entstanden um 4000 v. Chr. große und systematisch angehäufte Strukturen aus Muschelschalen, die so genannten shell middens. In der nach dem Fundort Indian Knoll benannten Indian Knoll phase errichteten die dortigen Bewohner runde, halbkreis- oder ringförmige Strukturen aus den Überresten der Nahrungszubereitung. Ob dafür bereits eine planvolle Zusammenarbeit und Leitung erforderlich war oder ob die Grundstruktur aus der Nutzung entstand und dann über längere Zeit ohne Plan oder Führung ausgebaut wurde, ist bislang nicht zu beantworten.
Ebenfalls um 4000 v. Chr. begannen die Menschen gemeinsam an Bauprojekten zu arbeiten, die nach Art, Material und Umfang nur als planvoll angenommen werden können. Die ersten Mounds entstanden am Unterlauf des Mississippi. Sie waren klein und rund, um 1,50 m hoch und mit höchstens 15–20 m Durchmesser. Daraus entwickelten sich wesentlich größere Erdbauten, auch solche, die aus mehreren Elementen zusammengesetzt wurden. Die älteste große Anlage war Watson Brake, beim heutigen Monroe in Louisiana, etwa 95 km von Poverty Point entfernt und rund 2000 Jahre älter. Watson Brake ist schlecht erhalten und bestand aus einem großen Mound und neun oder zehn kleinen, die einen Kreis von der Größe eines Fußballfeldes bildeten. Im Norden von Poverty Point wurden bei frühen Ausgrabungen im äußersten Ring mehrere Proben genommen, die bereits in die mittelarchaische Zeit datiert wurden. Sie wurden zumeist als Messfehler aufgrund der noch unzureichenden Technik interpretiert, könnten aber auch auf eine kleine Vorgänger-Konstruktion hindeuten.
Über die Motivation der ersten Mound-Bauer gibt es eine Vielzahl von Spekulationen. Demnach waren die Bauten Symbole oder sie veränderten das Aussehen der Landschaft. Sie schufen Heimat, wie Gibson mutmaßt. Erzählungen heutiger und historischer Indianer-Kulturen bringen die Mounds mit ihrer Schöpfungsgeschichte und ihrem Schöpfer in Verbindung. Sicher kann angenommen werden, dass die Mounds magisch und ihr Bau eine ehrenvolle Tat der Gemeinschaft war, um die Kräfte des Universums positiv zu beeinflussen, und an oder auf den Mounds fanden rituelle Handlungen statt. Die Zeremonien werden als Zusammenkünfte verstreut lebender Gruppen angesehen, mit Bedeutung für den Austausch von Legenden, praktischem Wissen und als Heiratsmarkt.

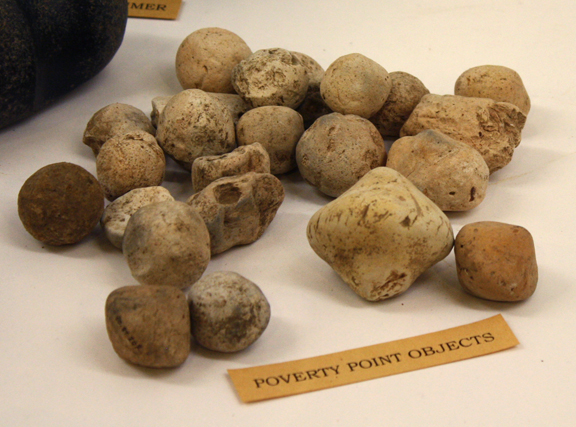
Poverty Point Objects: Lössballen.

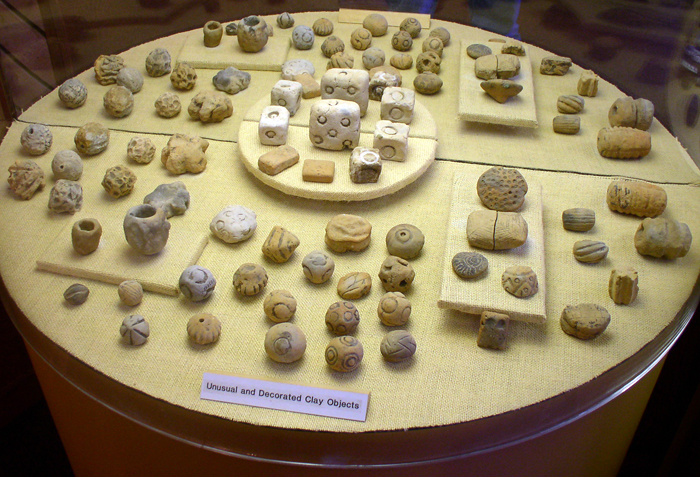
Ungewöhnlich aufwändig geformte und verzierte Poverty Point Objects

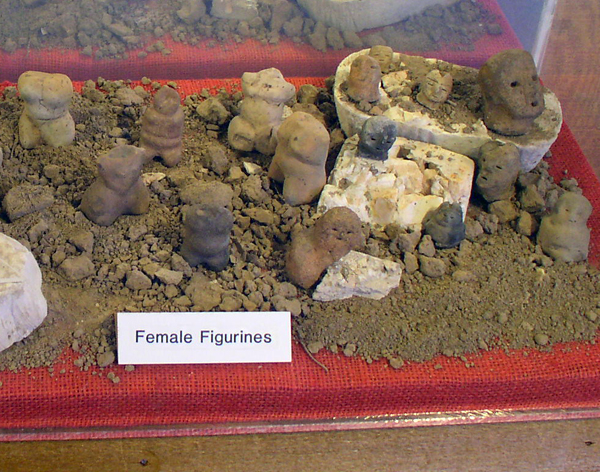
Weibliche Figuren aus Löss und Ton

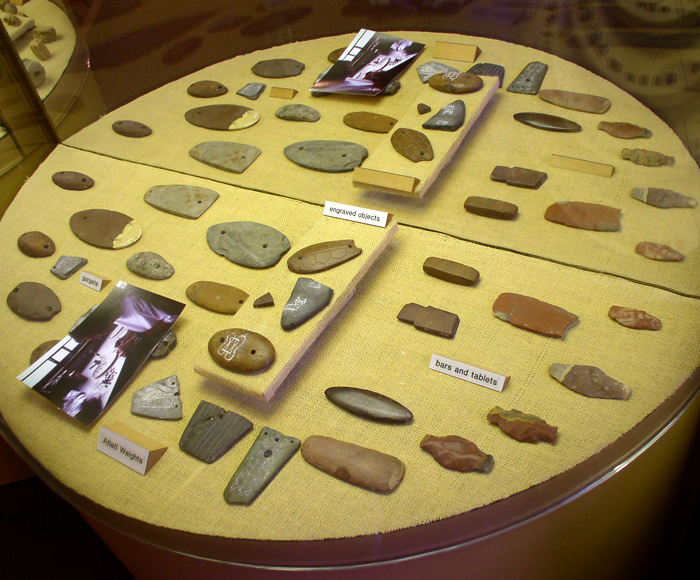
Verschiedene Steingewichte, teilweise mit Gravuren

## Poverty Point Culture– die Erbauer
Am Ende der Archaischen Periode traten am Unterlauf des Mississippi zwei simultane Veränderungen auf: Die Bewohner bezogen gewaltige Mengen exotischen Gesteins auch aus weit entfernten Quellen und sie begannen mit dem Bau der größten bekannten Anlage aller Jäger- und Sammler-Kulturen. Als Anstoß wurde die Einführung von Hämatit und Magnetit aus den Boston Mountains auf dem Nordufer des Arkansas Rivers beschrieben. Beide Gesteine sind Eisenerze und haben ein besonders hohes spezifisches Gewicht. Daher eignen sie sich für Steingewichte an Fischernetzen, insbesondere Stellnetze und Wurfnetze. In Gewässern mit nennenswerter Strömung müssen diese beschwert werden, um nicht aufzutreiben.
Die Verwendung von kleinen, handhabbaren Gewichten aus dem exotischen Material könnte den Fischfang wesentlich ertragreicher gemacht haben. Wenige spezialisierte Fischer konnten so eine größere Bevölkerung ganzjährig mit den Grundnahrungsmitteln versorgen. Da Fisch, zumal im warmen Klima Louisianas, nicht aufbewahrt werden kann, konnten sie den Ertrag auch nicht sinnvoll für individuelle Zwecke nutzen, sondern stellten ihn der Allgemeinheit zur Verfügung. Dadurch wurde erhebliche Arbeitskraft frei, die für Gemeinschaftsprojekte genutzt werden konnte, um eine Anlage vom Umfang Poverty Points zu errichten. Das Vorbild der Fischer könnten auch die Mitglieder der Gemeinschaft, die über Beziehungen zu anderen Sippen in Gebieten mit Steinvorkommen verfügten, veranlasst haben, ihre Ressource nicht individuell zu nutzen, sondern der Gemeinschaft zugänglich zu machen. Die Gesellschaft muss als egalitär gelten, da sich keine Anzeichen für eine soziale Schichtung erkennen lassen. In Poverty Point und den Außenstellen der Poverty-Point-Kultur wurden keinerlei Horte von exotischem Gestein gefunden und keine Hinweise darauf, dass sich Individuen Steine über den eigenen Bedarf hinaus aneigneten. Stattdessen scheint das Material nach den Aufgaben verteilt worden zu sein; wer für seine Tätigkeit ein Werkzeug aus speziellem Stein brauchte, der bekam es.
Neben Fisch und Wild bestand die Ernährung aus Nüssen wie Eicheln, Hickory und Pekannuss und Früchten wie Trauben und Amerikanischen Persimonen. Weiterhin wurde Flaschenkürbis nachgewiesen. Bei letzterem besteht die Möglichkeit, dass er in der Art eines Gartens angebaut oder seine Verbreitung anderweitig gefördert wurde. Weitere Nahrungsmittel wurden nur in geringem Umfang gefunden. An der Küste kamen noch Meeresfrüchte hinzu.

### Artefakte
Die Lage von Poverty Point am Unterlauf des Mississippi bot die Möglichkeit, per Boot gewaltige Steinmassen aus dem gesamten Flusssystem zu beziehen. Bleiglanz kam vom oberen Mississippi im heutigen Missouri, Wisconsin und Iowa, besonders hochwertiger Feuerstein (grey northern flint) vom Nebenfluss Ohio, einzelne Stücke Hornstein von dessen Zufluss, dem Tennessee River. Speckstein wurde aus dem heutigen Süden Tennessees bezogen, entweder über den Tennessee River oder vom Fundort zum Golf von Mexiko und dann auf dem Meer bis zur Mündung des Mississippis. Aus dem Speckstein wurden Schüsseln und Schalen geschnitten, die aber selten und vermutlich kostbar waren. Kupfer wurde in kleinen Mengen von den Großen Seen im heutigen Ontario im Süden Kanadas und bis aus Nova Scotia im Osten Kanadas bezogen. Daneben wurden weiterhin die bisherigen Quellen für gewöhnlichere Gesteine in der Nähe genutzt. Die Gesamtmenge importierten Gesteins wird auf etwa 70 Tonnen geschätzt.
Je nach Zweck wurden aus den unterschiedlichen Gesteinen vielfältige Werkzeuge angefertigt. Grobe Grabstöcke mit Steinkopf dienten dazu, essbare Wurzeln auszugraben, Faustkeile wurden zu Erdarbeiten eingesetzt, Projektilspitzen auf Wurfspeeren waren die Jagdwaffe. Polierte Steingewichte waren an als Atlatl bezeichneten Speerschleudern befestigt, kleine Formen waren vermutlich an Fischernetzen befestigt. Schaber und verschiedenste Klingen aus scharfkantig und flach abgesplittertem Stein dienten zur Zerkleinerung von Nahrung und der Bearbeitung von Leder. Typische Artefakte für Poverty Point selbst, nicht aber für alle peripheren Orte, sind als Microblades bezeichnete Klingen aus sehr schmalen Abschlägen. Sie weisen häufig nur an einer Seite Abnutzungsspuren auf. Daher wird diskutiert, ob sie in nicht erhaltene hölzerne oder knöcherne Griffe eingelassen waren und zum Abschaben von Knollen und Wurzeln wie der Wasser-Gleditschie dienten. Diese könnten eine wichtige Quelle von Kohlenhydraten der Bevölkerung dargestellt haben.
Die häufig gefundenen tropfenförmigen Steingewichte werden traditionell als Beschwerung von Fischnetzen gedeutet. Eine neuere Analyse sieht sie als Hinweise auf Gewichtswebstühle, da sie immer in größerer Zahl in häuslichem Kontext gefunden werden. Bei Verwendung zum Fischfang hätten sie auch einzeln und außerhalb der Wohnbereiche verloren gehen und gefunden werden müssen.
Gefäße sind seltene Funde, sie bestanden überwiegend aus Speckstein, teilweise aus Sandstein, daneben aus Keramik. Die Keramik war einfach, jedoch wurden Scherben mit verschiedenen Magerungsmittel gefunden. Umstritten ist, ob die Keramik an Ort und Stelle produziert oder importiert wurde. Materialanalysen lassen vermuten, dass höchstens ein kleiner Teil der wenigen keramischen Scherben aus lokalem Material bestand. Dabei wird vermutet, dass zunächst in Poverty Point die Herstellung von einfacher Keramik aus lokalem Material erfunden wurde, bevor Keramiktechniken mit Pflanzenfasern als Magerungsmittel importiert wurden. Stattdessen gibt es Hinweise darauf, dass Gefäße überwiegend aus Flaschenkürbissen gefertigt wurden; aus demselben Material könnten auch Tassen, Löffel und Schwimmkörper für Netze hergestellt worden sein.
Schmuckstücke wurden in Form von Kettenanhängern aus Keramik, Stein und Kupfer gefunden. Kultischer Charakter kann kleinen Figuren unterstellt werden, die Tiere beziehungsweise androgyne oder eindeutig weibliche Menschen abbilden. Aus Jaspis wurden kleine Tierfiguren gefertigt, die als Eulen gedeutet werden. Sie wurden auch an anderen Orten der Poverty-Point-Kultur gefunden und gelten als charakteristische Artefakte, auch wenn ihre spezifische Bedeutung unbekannt ist. In Steinen und keramischen Gefäßen wurden Ritzungen gefunden. Die meisten stellen Tiere (Vögel, Schildkröten und selten nicht identifizierbare, vierfüßige Tiere) dar oder sind geometrisch dekorativ. Einige bestehen aus komplizierten Glyphen, die runde und geschwungene Formen der Natur mit geometrischen Figuren kombinieren. Die kleinen figürlichen Darstellungen werden als Fetische oder Talismane interpretiert, die eigene Kräfte entwickeln oder diese symbolisieren.
Die häufigsten Fundobjekte und charakteristischen Artefakte für die Poverty-Point-Kultur sind die so genannten Poverty Point Objects, kurz PPO, aus Löss geformte und getrocknete Erdballen von 2,5 bis 5 cm Größe in mehreren typischen Formen. Sie dienten zum Kochen in Erdöfen, indem sie im Feuer erhitzt und dann in teilweise mit Ton ausgeformte Erdgruben zusammen mit der Nahrung gelegt wurden. Die Erdballen gaben die Hitze kontrolliert ab und mit etwas Übung war es möglich, die Temperatur und Garzeit zu steuern.

### Kulturraum
Die eigentliche Poverty-Point-Kultur erstreckte sich über ein Gebiet von rund 1800 km². Die Poverty-Point-Anlage war das kulturelle Zentrum und lag auch geografisch zentral. In allen Richtungen außer im Osten, der Flutebene, lagen auf der Marçon Ridge im Umkreis von etwa vier bis sechs Kilometern mehrere kleine Siedlungen, die den Kern der Kultur bildeten. Weitere kleine Siedlungen und dutzende Wohnplätze lassen sich in Entfernungen bis etwa 33 km nachweisen. Sie werden als Peripherie angesehen, die den Kern mit Lebensmitteln versorgte. Entlang der Marçon Ridge und vereinzelt auch in den Sümpfen westlich davon wurden weitere Siedlungen gefunden, die der Poverty-Point-Kultur zugerechnet werden. Ihre Entfernung zum Zentrum betrug mehrere Tagesreisen, sie waren sehr unterschiedlich stark an das Zentrum gebunden. Gemeinsamkeiten und Unterschiede existieren bei Materialien, Werkzeugformen und Stilen im künstlerischen Ausdruck.
Die Kultur strahlte weit über dieses Gebiet hinaus: Entsprechende Funde wurden gleichermaßen an der Yazoo site in der östlichen Flutebene des Mississippis gemacht, wie in Grand Marais am Mittellauf des Ouachita Rivers. Ein Mound mit Poverty-Point-Bezug, allerdings wesentlich kleiner als im Kerngebiet, wurde in Catahoula am Unterlauf des Ouachita erkannt. Gut erforscht ist die Claiborne site an der Küste des Golfs von Mexiko östlich des heutigen New Orleans. Als entfernteste Region mit Poverty-Point-Einfluss gilt der Elliot’s Point Complex an der Nordwest-Küste Floridas. Er besteht aus über 90 einzelnen Fundorten im Florida Panhandle, die durch exotisches Gestein und Koch-Bällchen aus Ton sowie charakteristische Siedlungsstrukturen dem Poverty-Point-Kulturraum zugeordnet werden. Allerdings sind dort die Nachweise der Steinbearbeitung weit seltener als im Kerngebiet der Kultur und in den Küstengebieten liegen die Fundorte an shell middens statt Mounds.
Weil für den Bau der Erdwerke in den nachgewiesenen kurzen Zeiträumen eine höhere Zahl an Mitarbeitern erforderlich ist, als im eigentlichen Kulturraum unter den damaligen Bedingungen mit ihren Familien Nahrung finden konnten, müssen für die Arbeiten Menschen aus einem weiten Umfeld zusammengekommen sein, was der Verbreitung von Artefakten mit Poverty-Point-Bezug entspricht.
Der Archäologe John E. Clark stellte in einer 2004 veröffentlichten Arbeit fest, dass die Anordnung der Mounds und Wälle auffallend einheitlichen geometrischen Prinzipien folgt. Da die gleichen Prinzipien flexibler, gleichseitiger Dreiecke (die zuvor aus Schnüren gebildet wurden) bei vergleichbaren Wallanlagen bis Mexiko und darüber hinaus in Peru festgestellt wurden, schließt Clark auf ein festliegendes Maßsystem, das über kontinentale Distanzen hinweg Verwendung fand. Dies ist vor allem erstaunlich, weil man solch einen Wissenstransfer bislang nur großen, Ackerbau treibenden Völkern zugetraut hatte, die bereits über organisierte bürokratische Strukturen verfügten und nicht „mittelsteinzeitlichen Wildbeutern“.

### Motivation und Austausch von Gütern
Es gibt verschiedene Theorien, wie die Erbauer von Poverty Point den Bezug der Gesteine von weit entfernten Fundorten organisierten und motivierten. Jon Gibson diskutiert den Austausch mit Handelsgütern, die keine archäologischen Spuren hinterlassen haben, wie Salz und Federn des Nashornpelikans, die als Schmuck und zu zeremoniellen Zwecken verwendet worden sein könnten. Er verwirft dies jedoch und nimmt an, dass alle Bewohner des Südostens Nordamerikas im Einzugsgebiet des Mississippis und darüber hinaus das Projekt Poverty Point unterstützen wollten. Die Gegenleistung für den Bezug der Steine war die Errichtung der Anlage, die durch ihre Form und Ausrichtung eine globale Harmonie der Welt herstellen sollte. Er glaubt, die zentrale Motivation der Lieferungen sei die „Macht der Güte“ gewesen. Wenn sich die neueren Analysen bestätigen, dass in Poverty Point eine große Zahl an Gewichtswebstühlen betrieben wurden, dann könnten auch Textilien als Tauschgut in Frage kommen. Auch sie hätten keine direkten Spuren hinterlassen.
Allgemeinere Deutungsansätze sprechen davon, dass Poverty Points Einfluss „in symbolischer Macht begründet lag, nicht in der Ausweitung von wirtschaftlicher oder politischer Macht.“ Andere Ansätze sehen Poverty Point als Gemeinschaftsprojekt und Symbol für das Aufeinandertreffen und Zusammenwirken von Vorgängerkulturen, also der im Norden und den Mississippi flussaufwärts gelegenen Kulturen mit den Küstenkulturen im Süden und Südosten. Sie hätten demnach ihre jeweiligen Fähigkeiten in das gemeinsame Vorhaben eingebracht. Analog früheren Kulturen der Archaischen Periode hätten auch die Angehörigen der Poverty-Point-Kultur Reisen zur Initiation in die Gemeinschaft unternommen. Sie hätten jedoch die Entfernungen dieser Fahrten deutlich erweitert und von den realen oder mythischen Orten ihrer Herkunft Materialien mitgebracht.

### Das Ende der Poverty-Point-Kultur
Das Ende der Poverty-Point-Kultur war zugleich der Umbruch von der Archaischen Periode zur Woodland-Periode. Die Ursachen sind unklar. Neben klimatischen Veränderungen mit Folgen für die Nahrungsversorgung wird auch diskutiert, ob der Aufwand für die Anlage von Poverty Point mit dem damit verbundenen Sozialsystem und den Wirtschaftsformen die Möglichkeiten der Kultur mittel- und langfristig überforderte. Möglicherweise ließen sich die sozialen Organisationen nicht mehr aufrechterhalten, Handel und überregionale Kontakte wären demnach zusammengebrochen. Der kulturelle und soziale Neuanfang im Poverty-Point-Gebiet wird als Tchefuncte-Kultur bezeichnet, die bereits der Woodland-Periode zugerechnet wird. Sie ist nicht nur durch die weite Verbreitung und lokale Herstellung von Keramik gekennzeichnet, sondern zeichnet sich durch neue soziale Strukturen aus, die sich in den Artefakten und Siedlungsformen niederschlagen. Im Verlauf der Woodland-Periode wurde der Ackerbau am Unterlauf des Mississippi eingeführt. Mounds wurden auch in der Woodland-Periode errichtet, jedoch keine komplexen Anlagen wie Poverty Point.
Als indirekte Nachfolger der Poverty-Point-Kultur gelten die Koroa und weitere Angehörige der Tunica-Sprachfamilie.

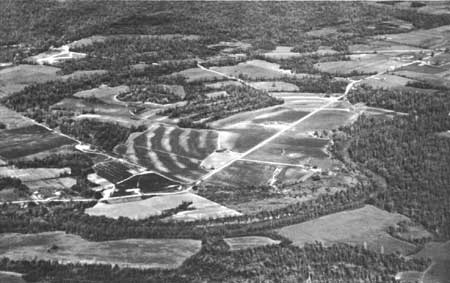
Luftbild von Poverty Point 1938

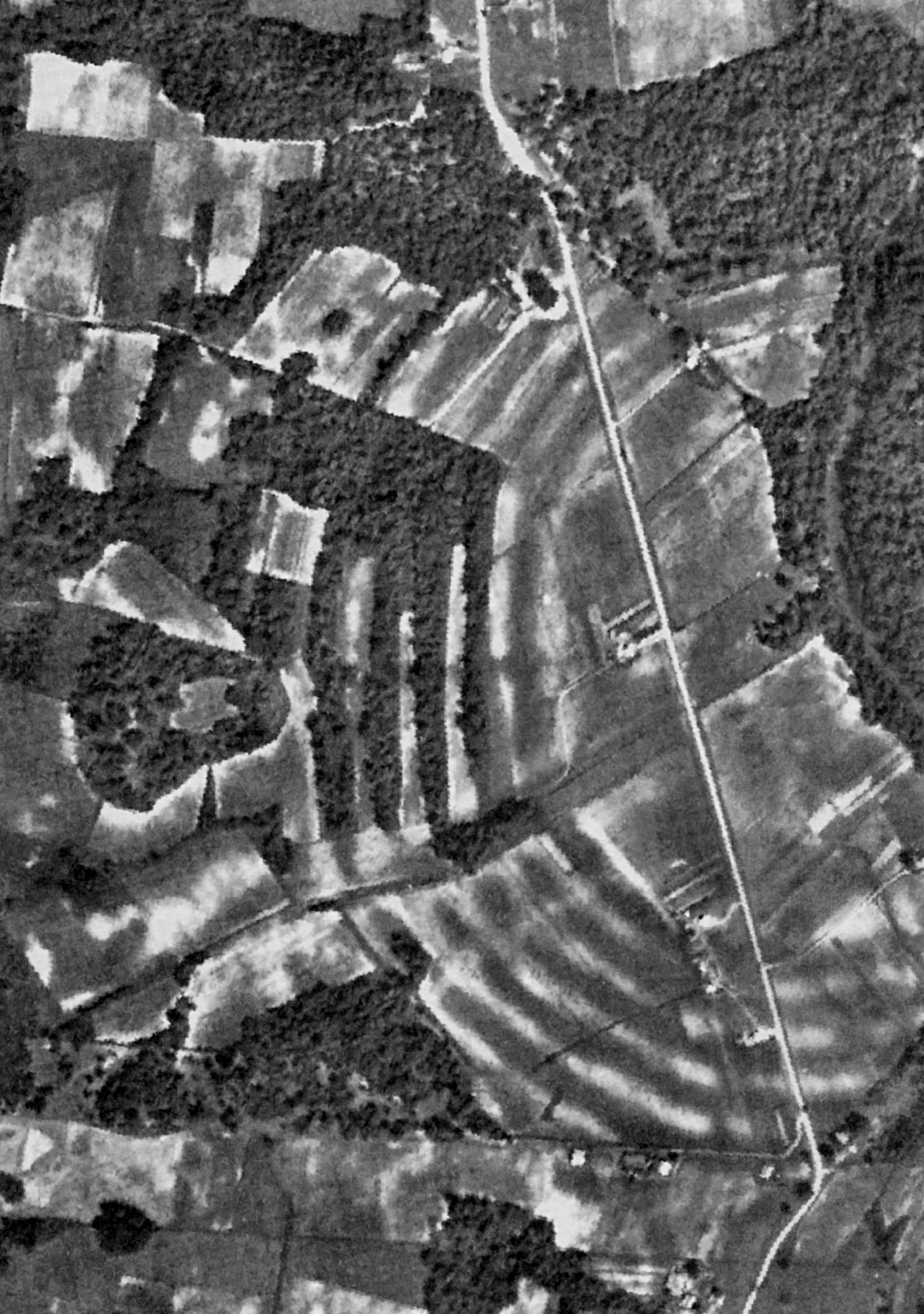
Orthorektifizierte Luftaufnahme von Poverty Point 1938. Auf diesen Bildern wurden die Zusammenhänge der Erdbauten erkannt.

## Forschungsgeschichte
1832 zogen der Pflanzer Phillip Guier und seine Frau Sarah aus Kentucky ins nördliche Louisiana und kauften einen Teil des Geländes, um eine Baumwollplantage zu errichten. Ab 1851 ist der Name Poverty Point für seine Plantage nachgewiesen. Etwa zu diesem Zeitpunkt muss er auch weitere Flächen angekauft haben, so dass die gesamte, noch nicht als solche entdeckte Fundstätte in seinem Besitz war. Trotz der Namensgebung, poverty heißt Armut, war Guier wirtschaftlich erfolgreich, für 1860 gab er ein Vermögen von 120.000 Dollar an. Seine Frau Sarah und einige spätere Familienangehörige wurden auf Mound D begraben, der deshalb auch als Sarah’s Mound bezeichnet wird. Die flachen Ringe fielen den Guiers nicht als künstliche Strukturen auf und wurden durch die Bodenbearbeitung mit dem Pflug über Jahrzehnte langsam abgetragen und partiell eingeebnet.
In den 1830er Jahren notierte ein Siedler namens Jacob Walter seine Beobachtung des großen Mounds A und der an der Oberfläche zu findenden Erdbällchen, den heute so genannten Poverty Point Objects. 1873 fand die erste Vermessung der Region statt, Poverty Point wurde nicht als auffällig erkannt.
Im Winter 1911/12 entdeckte der Archäologe Clarence B. Moore, der auch zahlreiche andere Mounds erforschte, die Anlage und publizierte seinen Bericht von mehreren Mounds, den Erdbällchen und anderen Artefakten. 1926 entsandte die Smithsonian Institution einen Mitarbeiter, der Bruchstücke einer Specksteinschale fand. Eine besondere Bedeutung wurde dem Ort jedoch nicht beigemessen, weshalb die Louisiana State Route 577 durch das Gelände geführt wurde.
1933 versuchte der Archäologe James A. Ford eine Zeittafel der Kulturen am unteren Mississippi zu erstellen. Obwohl er Poverty Point kannte, er war sogar dort gewesen, ließ er den Fundort aus, weil er die Befunde nicht einordnen konnte. 1935 grub der Arzt und Amateur-Archäologe Clarence Webb einen Graben am Fuß eines Mounds aus, in dem tausende Bruchstücke von Gefäßen aus Speckstein lagen. Sein Fund wurde 1944 publiziert, Webb blieb der Fundstelle verbunden und arbeitete an späteren Grabungen mit. Während des Zweiten Weltkriegs wurde die Region nach Erdöl und -gas erkundet, ein Ölunternehmer sammelte an Poverty Point große Mengen an Artefakten und arbeitete in den 1950er Jahren mit den Archäologen zusammen.
Bei den Ausgrabungen der Works Progress Administration im Rahmen des New Deals der 1930er Jahre und in weiteren umfassenden Publikationen zur Siedlungsgeschichte der Region in den 1940er und frühen 1950er Jahren wurde Poverty Point völlig ignoriert. Die Artefakte passten stilistisch zu keiner bekannten Kultur, Form und Größe der bis dahin erkannten Mounds ließen sich nicht einordnen.
In den 1950er Jahren finanzierte das American Museum of Natural History in New York die erste groß angelegte Ausgrabung. James A. Ford besorgte zur Vorbereitung Luftaufnahmen, die das United States Army Corps of Engineers in den 1930er Jahren für den Deichbau angefertigt hatte. Er erkannte auf den Bildern erstmals, dass die Geländerippen, die bis dahin für unregelmäßig und natürlichen Ursprungs gehalten worden waren, eine geometrische Anlage darstellten und dass sie, nicht die Mounds, die eigentliche Besonderheit Poverty Points waren. Ford und sein Kollege Robert Neitzel diskutierten, ob es sich ursprünglich um eine geschlossene, achteckige Anlage handelte, die teilweise mit dem Gelände erodiert war, oder ob die Ringe als Halbkreise zu einem schon bei der Erbauung vorhandenen Hangabbruch orientiert waren und darüber, ob alle Mounds zur Anlage mit den Ringen gehörten. Bei den Grabungen fanden sie hunderttausende PPOs in Feuergruben, daraufhin begannen sie mit den wahrscheinlich ersten Ansätzen experimenteller Archäologie in Amerika und formten selbst Bällchen aus Löss, experimentierten mit ihnen und wiesen so ihren Zweck nach. Außerdem nahmen sie die ersten 14C-Datierungen vor, noch mit unzulänglichen Methoden, was in großen Konfidenzintervallen resultierte.
Bis zu Fords Tod Ende der 1960er Jahre arbeiteten Ford und Webb zusammen und entwarfen Konzepte der Kultur von Poverty Point und der Anlage. Sie gingen noch davon aus, dass es sich um eine Siedlung handeln müsse, die bereits Ackerbau betrieb und nahmen an, dass Mais die Ernährungsgrundlage der Menschen gewesen sei. Außerdem spekulierte Ford über Einflüsse aus Mesoamerika, die chronologischen Zusammenhänge und eine Invasion von Angehörigen der erst in der Folge als wesentlich jünger erkannten Hopewell-Kultur aus dem Norden, die den Anstoß zum Bau der Anlage gegeben hätte.
In den 1970er Jahren stieß Jon Gibson zu den Archäologen um Webb und wurde für die nächsten dreißig Jahre der einflussreichste Experte für die Kultur von Poverty Point. Er entwickelte die Theorie, dass hier das erste Häuptlingstum auf dem nordamerikanischen Kontinent entstanden wäre. Die These brach in den frühen 1980ern zusammen, als deutlich wurde, dass Poverty Point keine agrarische Gesellschaft war und auch keine Anzeichen für Gesellschaftliche Schichten und eine Struktur mit Häuptlingen gefunden wurden. Der Ausbau des Fundortes zu einer Gedenkstätte des Staates Louisiana mit Museum ermöglichte neue Grabungen und 14C-Datierungen. In den 1980 und 90er Jahren wurden auf der Marçon Ridge und in der umliegenden Region eine Vielzahl peripherer Siedlungen und Lager gefunden, die in engem Austausch mit Poverty Point standen. Die Forschung konzentrierte sich auf die Beziehungen zwischen den Orten der Poverty-Point-Kultur einerseits und dem Austausch, insbesondere von Gestein, mit Menschen außerhalb der Kultur.
Neuere Probennahmen und Grabungen an den Mounds erlauben seit 2001 eine Überprüfung früherer Datierungen und dadurch weitgehend gesicherte Daten zur Erstellung der Anlage. Neben 14C-Daten liegen auch Thermolumineszenzdatierungen von in den Mounds gefundenen keramischen Objekten vor. 2001 wurde punktuell eine geomagnetische Prospektion vorgenommen. Damit konnte nachgewiesen werden, dass Unterschiede in der Zusammensetzung der verbauten Erde, Ansammlungen von organischem Material als Siedlungsabfall und Kochgruben auch zerstörungsfrei von der Oberfläche gefunden werden können. Seit 2002 liegt auch ein detailliertes digitales Geländemodell vom heutigen Zustand der Anlage vor.

## Poverty Point heute

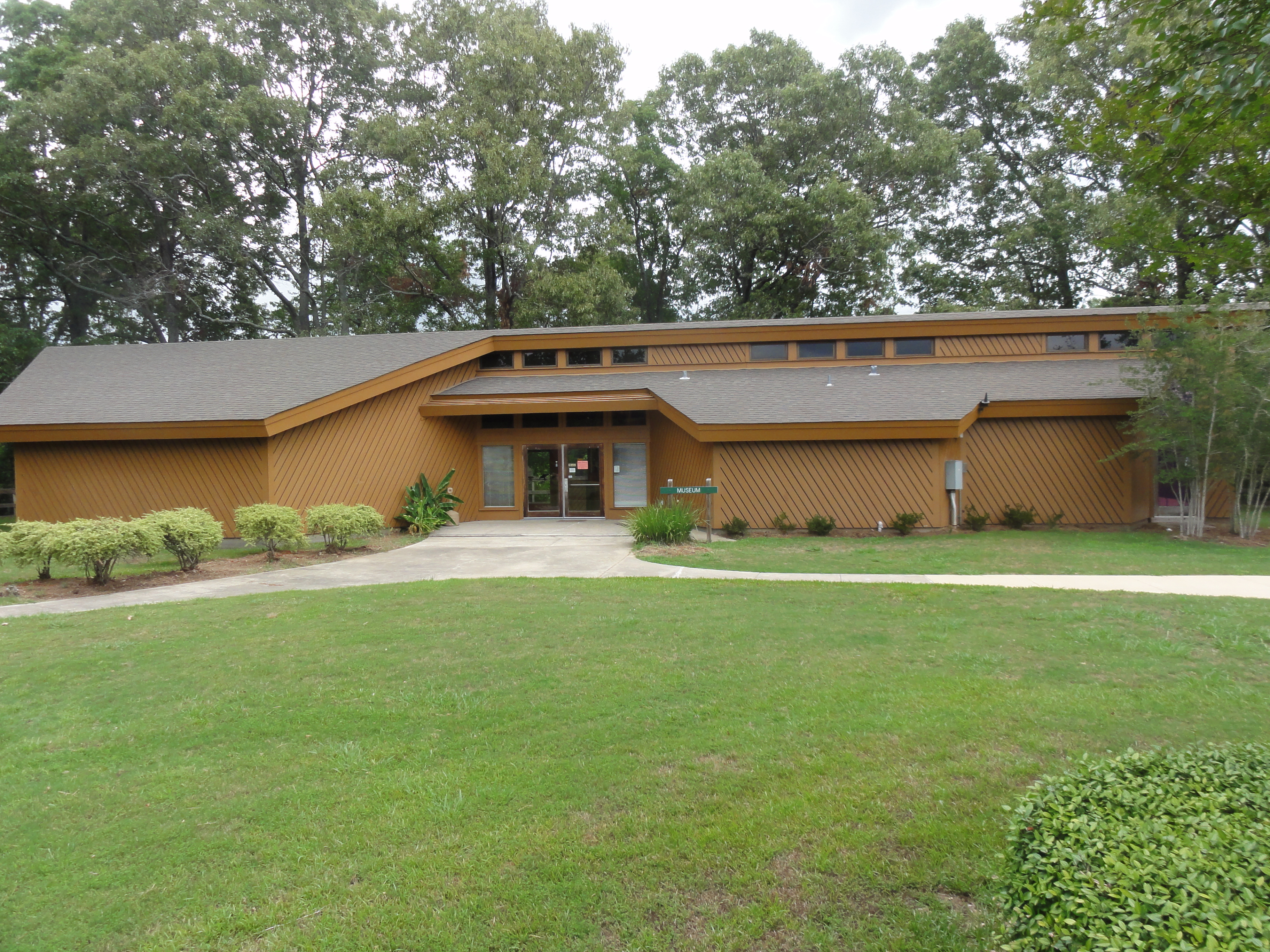
Das Besucherzentrum mit kleinem Museum

Die Anlage wurde 1962 auf Initiative der Archäologen als National Historic Landmark ausgewiesen. Der Bundesstaat Louisiana kaufte das Gelände 1972 an und widmete es als State Historic Site. Die Anlage wird jährlich von etwa 15.000 Menschen besucht. Auf der Freifläche im Zentrum der Ringe steht seit 1975 ein kleines Besucherzentrum mit Museum, von dem aus täglich mehrmals Führungen, auch mit einer Wegebahn angeboten werden. Ein etwa vier Kilometer langer Rundweg führt durch das Gelände, vorbei an den am besten erhaltenen Ringen und den großen Mounds. Im Norden liegen jenseits eines kleinen Wasserlaufs Unterkünfte und Werkstätten für Archäologen des Poverty Point Station Archaeology Program der University of Louisiana at Monroe.
1988 schuf der Kongress die Voraussetzungen für eine Übernahme durch den Bund als National Monument. Der Staat Louisiana hätte die Flächen jedoch kostenlos abgeben müssen, was von Louisiana abgelehnt wurde. Das National Monument ist daher nur eine formale Hülle. Die Smithsonian Institution nahm die Anlage 2010 in ihren Forschungsverbund auf. Das erleichtert dem State Historic Site den Zugang zum Verleih von Sammlungsgegenständen für Ausstellungen, zu Fortbildungsveranstaltungen und der Zusammenarbeit bei Forschungs- und Bildungsprogrammen.
In den Jahren 2011/2012 wurden die Bäume auf den Mounds der Anlage gefällt. Ihre Wurzeln galten als Gefahr für die Erdwerke, weil sie bei Sturmschäden den Boden aufreißen könnten.  Die Erde zwischen den Wurzelstöcken wurde gesammelt und wird seitdem in den Wintermonaten auf Artefakte untersucht. Damit zeigen die Mounds wieder das Aussehen, das sie mutmaßlich zur Zeit der Nutzung hatten.
2008 wurde Poverty Point auf die Tentativliste für die Ausweisung als UNESCO-Welterbe aufgenommen, im Januar 2013 wurde die formale Nominierung eingereicht. Im Juni 2014 nahm das Welterbe-Komitee Poverty Point in die Liste des UNESCO-Welterbes auf. Nachdem keine neueren Datierungen für Motley Mound im Norden der Anlage vorliegen, wurde er vom Welterbe ausgenommen. Er soll ergänzt werden, wenn zuverlässige Daten vorliegen. Das International Council on Monuments and Sites hatte in seiner Evaluation von Poverty Point die kulturelle Bedeutung der Anlage als außerordentlich und auszeichnungswürdig eingestuft, äußerte jedoch Kritik am Schutz der Anlage und des Umfeldes. Es empfahl den Highway 577 aus dem Gebiet zu verlegen und einen gesetzlichen Schutz der landwirtschaftlichen Flächen rund um die Anlage vor Bebauung einzuführen. Außerdem sei zu überlegen, ob benachbarte Fundorte des Siedlungskerns in den Schutz einbezogen werden sollten.